# Евгения Романелли
Евгения Романелли (родилась 11 марта 1972 года) - итальянская писательница и журналистка.

## Биография
Родилась 11 марта 1972 года в Риме. Евгения старшая дочь. Мать Мария Кристина Маринелли -  учительница философии, отец Раффаэле Романелли - историк. Евгения старшая дочь в семье. Из-за профессии отца семья переехала во Флоренцию. Там Евгения вступила в однополый гражданский брак с журналисткой газеты La Repubblica Рори Капелли. У пары есть дочь. Решение суда, принятое в 2014 году, признающее двойное отцовство однополой пары, было вторым случаем в Италии. Оно был подписано судьей Мелитой Кавалло после первого официального отчета по этому вопросу, вышедшего в Италии. 
После получения диплома об окончании средней школы в 1990 году Евгения поступила на философский факультет Университета Флоренции. В 1997 году получила степень по Современной Истории. Затем Романелли поступила в Школу журналистики при Университете Тор Вергата в Риме. В 2000 году она стала профессиональным журналистом.

## Публикации
В 2001 году Евгения опубликовала свой первый роман «Trop Model», на основе биографии Лореллы Джулии Фокарди, для женского эротического сериала Pizzonero (Borelli). В 2002 году был выпущен рассказ "Владимир Люксури" (Castelvecchi). Это официальная биография транссексуального режиссёра-постановщика, который руководил знаменитой дискотекой Муккассассина, организованной Клубом гомосексуальной культуры Марио Миели в Риме. В 2006 году Владимир Люксури стал первым трансгендерным членом парламента, избранным в Европе.
В 2004 году Евгения опубликовала книгу «La traversata di Emma Costa Rubens (Marotta)», в написание которой внедрён метод, основанный на использовании различных источников, в том числе нелитературных областей, под названием «базарный метод». В последующие годы этот способ применялся в онлайн-журнале "Bazarweb.info", при создании лаборатории творческого письма на факультете коммуникационных наук Университета Ла Сапиенца в Риме (2004-2009 гг.), в онлайн-радио (RadioBazar), в веб-галерее (BazArt), управляемой Лукой Беатрис, и в двух томах сборника статей «Tecniche di comunicazione creativa: il metodo Bazar» с предисловием Марио Морчеллини (Pellegrini-Rai Eri, 2005) и «Bazar Cultural brand: comunicare semper» с предисловием Джулио Ансельми (Pellegrini-Rai Eri, 2007), которые являются одними из первых итальянских мультимедийных проектов, структурированных как культурные бренды. Этот проект получил премию "Женщина - Интернет 2005" (Web Italia), который организовала провинция Лукка и Департамент по Вопросам Равных Возможностей в партнёрстве с Министерством по Вопросам Равных Возможностей, как лучший итальянский сайт, созданный женщинами в 2005 году.
Оба сборника эссе выполнены по методике, которую использовали во время уроков и семинаров в университете, с альтернативными включениями научного и поэтического, технологического и романтического, образовательного и развлекательного характера от авторов самых разных отрывков: художников, руководителей, интеллектуалов, студентов и учёных, которые вносят свой вклад в информационно-развлекательные и образовательные программы. В 2009 году Евгения опубликовала книгу «Con te accanto» («Rizzoli»), написанную вместе с Паолой Турчи, где вновь рассматривается автокатастрофа, в которую попала певица, а в 2011 году — криминальный триллер «Vie di fuga»  (Dino Audino Publishers), разрекламированный в оригинальной социальной сети. В своей рецензии на эту книгу в "La Repubblica" Марко Лодоли пишет: «Отличительная черта писателей поколения Квентина Тарантино заключается в попытке описать нашу скудную реальность».
В тексте впервые раскрывается тема бисексуальности, которая повторяется в эротическом романе "E 'scritto nel corporation" (2013), знаменующем переход к новой литературной серии BookMe издательства De Agostini и которая раскрывает автора для более широкой читательской аудитории.
В 2015 году Кастельвекки опубликовал роман "La donna senza nome", в котором исследуется формирование личности молодой женщины, рождённой в лесбийской паре путём искусственного оплодотворения с использованием спермы анонимного донора. Мелания Маццукко считает роман продолжением собственного «Sei come sei».
В 2018 году издательство Edizioni ETS выпустило сборник эссе под названием: «Web, social ed etica. Dove non arriva la privacy: come creare una cultura della riservatezza», под редакцией Романелли, с предисловием Массимо Брея. Среди авторов Винченцо Вита, Марио Морчеллини и криминолог Марко Лагацци.
В 2019 году Микела Мурджа представила на Международной книжной ярмарке в Турине последний роман Романелли "Mia" опубликованный Кастельвекки. Интеллектуальный триллер, исследующий вопросы современного воспитания детей.
В 2019 году Евгения основала первую Европейскую школу письма Writers Factory и руководит ей по сей день. Она посвятила её американской писательнице Урсуле Ле Гуин в годовщину её смерти. В числе учителей школы Дэвид Риондино (заместитель директора школы), Роберто Д’Агостино, Владимир Луксурия, Питер Гомес, Джорджио Каваццано, Вауро Сенези, Майло Манара, Серхио Стаино, Стефано Бенни, Нери Маркоре, Паоло Вирци, Асканио Селестини, Маргерита Бай, Лаура Моранте, Романа Петри, Эдоардо Альбинати, Елена Станканелли, Донателла Ди Пьетрантонио, Розелла Посторино, Микела Мурджа, Мелания Маццукко, Мелисса П., Сандро Веронези, Джанкарло Леоне, Стефано Боллано, Марина Сенарди, Эрнесто Ассанте, Валерио Магрелли, Антонио Паделларо, Джулио Ансельми, Марко Дамилано, Бьянка Берлингер, Люсия Аннунциата.
В феврале 2020 года вышла книга "The body of Earth". От эгологического видения к экологическому видению (Кастельвекки) под редакцией психотерапевта Джузи Мантионе. Эта книга о риске необратимого изменения глобальной экосистемы. Она является отправной точкой для совместной деятельности интеллектуалов, учёных, художников, журналистов, блоггеров и лидеров общественного мнения, занимающихся повышением просвещённости итальянской коллективной психики.
В июне 2020 года Романелли запустила онлайн-проект "ReWriters". Это мультимедийный гибридный проект. Он включает в себя первую итальянскую Mag-книгу, коллекционное ежемесячное ограниченное издание, которое выпускается самостоятельно и печатается на заказ. В нём есть художественная галерея с работами, подаренными такими художниками, как Стен Лекс, Лукамалеонте, Джакомо Коста, Федерико Сольми, Вауро и многими другими. Здесь также находится радиостанция Эрнесто Ассанте. Это своего рода культурное движение светских активистов профессионального образования в рамках одноимённой ассоциации с миссией переписать образы сегодняшнего мира. В число участников входят очень молодые сторонники, а также известные авторы итальянского искусства и культуры, в том числе Джанрико Карофильо, Джанкарло де Катальдо, Джанна Наннини, Паола Турчи, Микеле Серра, Кармен Консоли, Карло Массарини, Марина Рей, Мелания Маццукко, Винисио Капоссела, Акилле Бонито. Олива, Дэвид Риондино, Массимо Рекалкати, Ранкор, Пьеро Пело, Вауро, Джованотти, Нэнси Брилли, Fridays For Future и многие другие. Премия "ReWriters" 2020 была присуждена спортсменке-паралимпийке Бебе Вио, в то время как награда 2021 года была присуждена Серане Дандини. Научный комитет впервые собрался в апреле 2021 года и состоял из: Летиции Баттальи, Луизеллы Баттальи, Чезаре Биазини Сельваджи, Моники Чиринны, Джанкарло Леоне, Риккардо Маги, Джованны Меландри, Лидии Раверы, Никколо Ринальди, Барбары Санторо. Первый выпуск "ReWriters" был организован в Риме, в WeGil, при поддержке Министерства культуры и региона Лацио. Среди других участников были Друзилла Фоер, Макс Газзе, Грег, Джованни Скифони, Эдоардо Альбинати, Лука Барбаросса, Федерика Каччола-Мартина Дель’Омбра, Ливио Бешир, Пино Страбиоли, Карма Б., Микела Андреоцци и многие итальянские активисты, включая Анналису, Паола Ди Никола, Джулия Блази, Маура Коссутта, Риккардо Маги, Сусанна Камуссо, Франческо Ферранте, Росселла Мурони, Кристиана Раймо, Барбару Мазини, а также около сотни профессионалов, таких как Анна Оливерио Феррарис и Артуро Ди Коринто.
С 2020 года Евгения Романелли является членом Научного комитета Фестиваля итальянского языка.

## Академия
С 2004 по 2009 год Евгения преподавала творческое письмо в университете Ла Сапиенца в Риме. С 2010 года вместе с Джулио Ансельми она преподает теорию и методы журналистики в университете LUISS Guido Carli. С 2011 года она преподает коммуникацию и новые медиа в Академии драматического искусства Сильвио Д'Амико. Это, по сути своей, курсы, которые включают исследование языка «цифровой революции», результатом которых стала публикация сборника эссе "Tre punto zero", отредактированного для Издательства Dino Audino (2011). С 2015 года Романелли преподает бизнес-письмо и менеджмент в социальных сетях в Школе корпоративных наук во Флоренции, а также продвинутые коммуникации в Университете Флоренции (NEMECH, проект «Новые медиа для культурного наследия»).  С 2016 года Евгения организует курсы повышения квалификации в Итальянской национальной ассоциации прессы Ордена журналистов, региона Лацио. Журналистка ведет магистерский курс «Новая журналистика и ведение блогов» в Центре экспериментальной фотографии Адамса в Риме.

## Журналистика
Во время учебы в университете Романелли начала писать для феминистского журнала "Noi donne". С 2000 года она работала в различных итальянских изданиях, включая "La Repubblica", "L'Espresso", "Il Messaggero", "L'Unità", "Il Fatto Quotidiano", а также в агентстве печати ANSA. В 2003 году Евгения была региональным менеджером в Италии в международном журнале "Time Out".  В 2004 году журналистка основала и управляла новостным онлайн-изданием по культуре "Bazarweb", а в 2010 году руководила культурным отделом газеты "Il Fatto Quotidiano", "SmarTime", в дальнейшем преобразованной в блог.  В 2014 году Евгения открыла свой блог,  посвященный гомосексуальному отцовству, в газете "Il Fatto Quotidiano", а в 2016 году - блог, посвященный андеграунду, цифровому искусству и культуре под названием "Borderline" для журнала "L'Espresso". С 2017 года Романелли пишет для "Vanity Fair" и является автором "Treccani".

## Работы

### Романы
- Mia, роман, Castelvecchi, Roma, 2019,ISBN 978-88-3282-634-0
- La donna senza nome, роман, Castelvecchi, Roma, 2015,ISBN 88-7394-003-X
- È scritto nel corpo, роман, De Agostini, Novara, 2013, ISBN 978-88-418-9685-3
- 2BX. Essere un'incognita, роман, De Agostini, Novara, 2012,ISBN 978-88-418-7382-3
- Vie di fuga, роман, Dino Audino Editore, Roma, 2011,ISBN 978-88-7527-199-2
- Совместно с Паролой Турчи, Con te accanto, роман, Rizzoli, Milano, 2009,ISBN 978-88-17-02944-5
- La traversata di Emma Costa Rubens, роман, Marotta, 2004,ISBN 88-7631-009-6
- Vladimir Luxuria. Una storia, Castelvecchi, Roma, 2002, ISBN 88-7394-003-X
- Trop Model, роман (Ред. Борелли, 2001),ISBN 88-86721-39-0

### Нехудожественная литература
- (a cura di), Il corpo della terra. La negazione negata. Da una visione egologica a una visione ecologica , сборник эссе, Castelvecchi Editore, Рим, 2020,ISBN 9788832828719
- (a cura di), Web, social ed etica. Dove non arriva la privacy: come creare una cultura della riservatezza, сборник эссе с предисловием Массимо Брея, ETS Edizioni, PISA, Roma, 2018,ISBN 978-884675338-0
- (a cura di), Tre punto zero, сборник эссе, с предисловием Джулио Ансельми, Dino Audino Editore, Roma, 2011,ISBN 978-88-7527-188-6
- Con Marco Piazza, Sfide da vincere, интервью, Giunti, Firenze, 2008,ISBN 978-88-09-06304-4
- (a cura di), Bazar Cultural brand: comunicare semper, сборник эссе, с предисловием Джулио Ансельми, Пеллегрини-Рай Эри, Рома, 2007
- (a cura di), Tecniche di comunicazione creativa: il metodo Bazar, сборник эссе с предисловием Марио Морчеллини, Pellegrini-Rai Eri, 2005